# Người Saisiyat
Người Saisiyat (tiếng Trung: 賽夏, bính âm: Sàixià, nghĩa từ: "người thật"), cũng được đánh vần là Saisiat, là một sắc tộc người bản địa ở Đài Loan.
Vào năm 2000 dân số người Saisiyat đạt 5.311, chiếm khoảng 1,3% tổng dân số bản xứ Đài Loan , và họ là một trong những nhóm thổ dân nhỏ nhất ở nước này. Theo Joshua Project thì dân số Người Saisiyat là 6.500.
Người Saisiyat sống ở phía Tây Đài Loan, chồng chéo trên ranh giới giữa huyện Tân Trúc (Hsinchu County) và huyện Miêu Lật (Miaoli County). Họ được chia thành Chi nhánh phía Bắc (Wufong ở khu vực miền núi Tân Trúc) và Chi nhánh phía Nam (Nanya và Shitan ở vùng cao nguyên của Miêu Lật), mỗi nhóm đều có phương ngữ riêng. Ngôn ngữ của họ còn được gọi là tiếng Saisiyat.

## Tên gọi khác
Saisiyat đôi khi được đưa ra với các tên Saiset, Seisirat, Saisett, Saisiat, Saisiett, Saisirat, Saisyet, Saisyett, Amutoura, Bouiok.

## Lễ hội Pas-ta'ai
Người Saisiyat có lễ hội quan trọng gọi là Pas-ta'ai, một lễ hội kỷ niệm những người da đen nhỏ bé mà họ đã tiêu diệt. Hiện nay nghi lễ được tổ chức hai năm một lần vào ngày rằm tháng 10 âm lịch, và cứ 10 năm tổ chức lễ hội lớn một lần.
Trong lịch sử người Saisiyat cư trú gần với chủng người da đen nhỏ bé hay người lùn đen (black dwarfs), được phân loại là người Negrito. Người Negrito này được ghi nhận ở đây từ thời đầu Công nguyên (năm 220, thời Tam Quốc) và tồn tại đến hết nhà Thanh, thập kỷ 1910 thì tuyệt diệt.